# SS Normandie
SS Normandie je bila velika francoska prekooceanska linijska ladja, ki so jo zgradili v ladjedelnici Saint-Nazaire za francosko družbo Compagnie Générale Transatlantique. V uporabo je vstopila leta 1935, takrat je veljala za največjo in najhitrejšo potniško ladjo. Normandie je bil tudi najmočnejša turboelektrična potniška ladja kdajkoli zgrajena. 
Njen luksuz in njena notranjost sta primogla k temu, da so jo ocenili, kot največje oceansko plovilo. Med svojim službovanjem na čezatlantski poti je preplula 139 plovb čez Atlantik. Normandie je tudi osvojil modri trak za najhitrejše prečkanje Atlantika, v tistih letih pa je bil njegov glavni tekmec RMS Queen Mary. 
Med drugo svetovno vojno so ameriške oblasti v New Yorku zasegle Normandie in ga poimenovale USS Lafayette. Ko je bil leta 1942 preurejen v vojaško ladjo, je na ladji izbruhnil požar, ladja se je prevrnila na New Yorški pomol št. 88 in se na pol potopila ob izlivu reke Hudson. Čeprav so jo z dvigali uspeli izvleči iz vode, so ocenili, da bi bilo popravilo predrago, zato so jo po vojni, oktobra 1946 v celoti razrezali in razstavili. 

## Zgodovina
Začetki o ideji za gradnjo ladje Normandie segajo v začetek leta 1930, ko se je francoska družba Compagne Generale Transatlantique skupaj z britanskimi podjetji in nemškim podjetjem spopadala z veliko gospodarsko krizo in zgradila nove večje, hitrejše in modernejše ladje. Ko so v ZDA v letih 1920 in 1929 omejile število priseljevanj, so parne družbe naročile ladje, služila potnikom in turistom višjega razreda, zlasti Američanom, ki so potovali v Evropo, da bi se izognili prepovedi alkohola. Podjetja, kot sta Cunard in White Star Line, so načrtovala gradnjo lastnih super linijskih ladij, da bi konkurirali novejšim ladjam tega dne;  takšna plovila sta bila rekordna SS Bremen in SS Europa, oba nemška. Francoska družba je začela načrtovati svojo novo super linijsko potniško ladjo. Oblikovalci družbe Compagnie Générale Transatlantiqueso naredili načrte, da bo njihova ladja večja, a podobna njihovim prejšnjim ladjam.
Med načrtovanjem se je pridružil nekdanji ladijski arhitekt ruske mornarice Vladimir Jurkevič, ki je imel veliko idej. Njegove ideje so vključevale poševen premec in zadnji del krme v obliki čebule v kombinaciji s tankim hidrodinamičnim trupom. Njegove ideje so se obnesle in francoski inženirji so bili navdušenimi ter prosili Yourkevitcha, naj se pridruži njihovemu projektu. Francoska družba je medtem umetnikom naročila, naj po Franciji obesijo plakate o gradnji nove ladje. Eden plakat v Parizu je imel dolžino do 15 metrov.

## Gradnja ladje in tehnični podatki
Gradnja ladje se je začela 26. januarja 1931 v ladjedelnici Société Anonyme des Chantiers de Penhoët v Saint-Nazaire. Medtem, ko so Francozi nadaljevali z gradnjo njihove nove ladje, so bila na razpolago imena tudi Doumer, po Paulu Doumerju, nedavno umorjenem francoskem predsedniku;  prvotno se bi imenovala La Belle France. Končno je bilo izbrano ime Normandie. Normandie je bil splovljen 29. oktobra 1932, splovitev pa si je ogledalo 200.000 ljudi. Ladjo je krstila madame Marguerite Lebrun, žena Alberta Lebruna takratnega predsednika Francije. Normandie je bil opremljen do začetka januarja 1935, v ladjo so namestili električno in strojno opremo, opremo za bivanje posadke in potnikov, na ladjo pa so namestili propelerje, dimnike in jamborje. Maja 1935 je ladja opravila vsa svoja testiranja na morju, kjer je ladja dosegla svojo največjo hitrost, 32 vozlov. 
Dolžina ladje znašala 313 metrov, širina pa 35 metrov. Ladja je imela nameščene dodatne turbine, ki so omogočale delovanje vseh propelerjev tudi če en motor ni deloval. Za preprečevanje trkov so na ladjo namestili radar. 

## Kariera
Normandie je na svojo krstno plovbo odplul 29. maja 1935. Petdeset tisoč ljudi si je ogledalo njeno izplutje iz Le Havre čez Atlantik, saj so mislili, da bo ladja osvojila modri trak. Normandie je v New York priplul 2. junija 1935, svojo prvo plovbo čez Atlantik se preplul v štirih dneh, treh urah in dveh minutah ter s tem podrl hitrostni rekord in osvojil prestižni modri trak, ki ga je prej imel SS Rex. To je prineslo velik ponos Francozom, ki ga prej še niso osvojili. Pod poveljstvom poveljnika kapitana Renéja Pugneta je bila povprečna hitrost ladje na krstni plovbi približno 30 vozlov (56 km / h), na plovbi na vzhod proti Franciji pa je v povprečju presegla 30 vozlov (56 km / h), kar je v obeh smereh podiralo rekord. 
Med krstno plovbo je francoska družba zanikala, da bo ladja osvojila modri trak. Vendar pa, ko je ladja prispela v New York je ladja osvojila modri trak, ki je bil narejen v Franciji. Približno 100.000 ljudi je na newyorškem pomolu pričakalo Normandie.                                              
Normandie je imel uspešno leto, toda RMS Queen Mary družbe Cunard White Star Line, je v službo vstopila poleti 1936. Cunard White Star je dejal, da bo Queen Mary presegla 80.000 ton. S 79.280 tonami Normandie ne bi bil več največja ladja na svetu. Francoska družba je povečala velikost na Normandie predvsem z dodatkom zaprtega turističnega salona na krmi. Po teh in drugih spremembah je Normandie znašal 83.423 bruto ton. Če bi presegla Queen Mary za 2000 ton, bi kmalu postala največja ladja na svetu glede na skupno izmerjeno bruto tonažo in dolžino, ter jo odštela Queen Mary, ki jo je obdržala le kratek čas.
22. junija 1936 je Normandie plul 2 km od pristanišča Ryde, ko je na njegov premec strmoglavilo manjše poštno letalo. Pilota so odpeljali v bolnišnico na Normandie, vendar je razbitina letala ostala na krovu, saj je morala ladja zaradi plime pluti naprej. Kasneje je ladja priplula v Le Havre v Franciji. Kmalu je razbito letalo odstranila reševalna ekipa kraljevega letalstva. Pilot je bil obsojen na sodišču in po dveh obtožnicah je bil spoznan za krivega.                                                                                                                                                                       
RMS Queen Mary je avgusta 1936 osvojila modri trak s hitrostjo 30 vozlov. Čeprav je Normandie izgubil modri trak, je ostal največja ladja na svetu do prihoda RMS Queen Elizabeth (83,673 ton) leta 1940. 
Med ponovnim preurejanjem so zaradi manjše vibracije ladji odstranili trilistne propelerje in namestili štirilistne propelerje, kar je zmanjšalo vibracije. Julija 1937 je Normandie ponovno osvojil modri trak, vendar ga je naslednje leto Queen Mary ponovno prevzela. Po tem dogodku je kapitan ladje Normandie poslal takratnemu kapitanu Queen Mary sporočilo po telegrafu: "Bravo Queen Mary, do naslednjič!" To bi se lahko nadeljevalo do štirideset let dvajsetega stoletja, vendar je ladjo pokončala druga svetovna vojna.

## Druga svetovna vojna
Ko se je 1. septembra 1939 začela druga svetovna vojna, je bil Normandie zasidran v New Yorku. Zaradi napete sovražnosti v Evropi pred napadi nemških U-podmornic je francoska družba napovedala, da ladja ostane zasidrana v pristanišču do nadaljnega. Ameriška vlada jo je evakuirala 3. septembra 1939, isti dan, ko je Francija napovedala vojno Nemčiji. Pozneje se je na sosednjem pomolu zasidrala Queen Mary, dva tedna pozneje pa se je pridružila še RMS Queen Elizabeth. Tri mesece so bile tri največje ladje zasidrane skupaj medtem, ko je Normandie do spomladi 1940 ostal v francoskih rokah. 12. decembra 1941, pet dni po napadu na pristanišče Pearl Harbor, je obalna straža izkrcala posadko in kapitana iz ladje, straža pa je ostala na pomolih ob vseh treh ladjah, da bi jih branili pred morebitnimi sabotažami. 

### Preurejanje in preimenovanje v Layfatte
20. decembra 1941 je Normandie, Queen Mary in Queen Elizabeth najela ameriška vlada. Načrti so bili, da se vse tri ladje preuredi v vojaške ladje. Ameriška mornarica je Normandie preimenovala v USS Layfatte, preurejanje v vojaško ladjo pa se je začelo kmalu zatem 1. januarja 1942. Kapitan Robert G. Coman je 31. januarja 1942 je, kot prihodnji poveljnik Lafayette poročal o nadzorovanju kotlov in strojev ter inženirskih sil s 451 ljudi. Ogromna velikost truda za preusmeritev je preprečila, da bi se Comanova posadka držala prvotnega urnika;  seznanjanje posadke s plovilom je bilo težavno, dodatni člani posadke pa so prišli pomagati pri preurejanju. 6. februarja 1942 je pomočnik načelnika pomorskih operacij vložil zahtevek za dvotedensko zamudo za prvo vojaško plovbo Lafayette, prvotno predvideno 14. februarja, vendar je bilo delo podaljšanje: elemente nadgradnje je bilo treba odstraniti za izboljšanje stabilnosti, pri delu, ki naj bi trajalo še 60 do 90 dni. Vendar pa je 7. februarja iz Washingtona prišlo naročilo, da je bilo znižanje zgornjega opremljanja opuščeno in Lafayette naj bi 14. februarja odplul po načrtih. Ta nenaden preobrat je zahteval nenehno nadaljevanje preusmeritvenih del, kapitana Coman in Simmers pa sta za februarja sestala sestanke v New Yorku in Washingtonu, da bi lobirali za nadaljnjo razjasnitev načrtov preusmeritve;  ta srečanja nikoli niso bila organizirana.

### Požar
9. februarja 1942 so ob 14:30 iskre iz gorilnika, ki ga je upravljal Clement Derrick, vžgale velik kup reševalnih jopičev, napolnjen z vnetljivim kapokom, ki so bili shranjeni v prvem razredu. Lesa delavci še niso odstranili, zato se je požar hitro širil. Ladja je imela zelo učinkovit protipožarni sistem, vendar je bil med preurejanjem odklopljen, njen notranji črpalni sistem pa je bil deaktiviran. Cevi gasilske enote New York na žalost niso ustrezale ladijski francoski opremi. Preden je gasilska enota prispela, približno 15 minut po izbruhu požara, so vsi člane posadke na krovu z zmernimi poskusi zaustavljanja požara, uporabljale ročna sredstva. Močan severozahodni veter, ki je pihal nad pristaniškim pomolom Lafayette, je gost črn dim pihal naprej, na koncu pa so se eno uro po izbruhu požara sesedle tri zgornje ladijske palube. Kapitan Coman je skupaj s kapitanom Simmersom ob 15:25 prispel, da bi videl veliko francosko ladjo v plamenu. 
Ker so gasilci na obali in v gasilske čolne nalivali vodo za gašenje požara, se je zaradi vdiranja vode ladja nagnila na desni bok zaradi teže vode, ki je poplavila desno stran ladje. Na prizorišče je prišel tudi konstruktor ladje, Vladimir Yourkevitch, ki je predlagal, da gasilci vstopijo v ladjo in gasijo znotraj, vendar ga je policija evakuirala. Predlog je zavrnil poveljnik 3. mornariškega okrožja, kontraadmiral Adolphus Andrews. Med 17:45 in 18:00 uro, 9. februarja 1942, so oblasti menile, da je požar pod nadzorom in so začele s postopkom prenehanja delovanja do 20:00 ure. Voda, ki v ladjo vdrla skozi potopljene luknje in dosegla spodnje palube, se je Lafayettejev nagib postopoma povečeval do pristanišča. Kmalu po polnoči je nadporočnik Andrews naročil zapustiti Lafayette in ladja je nadaljevala nagib, v ladjo pa je vdrlo že 6000 ton morske vode. Newyorški gasilci so bili zaskrbljeni, da bi se ogenj lahko razširil na bližnje mestne zgradbe. Lafayette se je na srednji straži ob 2:45,10. februarja, prevrnil na svoj levi bok pod kotom približno 80 stopinj.  Zavedajoč se, da je njegov požar povzročil katastrofo, je Andrews ukazal vsem novinarjem, ki so jim preprečili ogled trenutka, naj evakuirajo na pol potopljeno ladjo in bližnji pomol. 
V požaru je umrl en človek, 36-letni Frank "Trent" Trentacosta iz Brooklyna, Robinov uslužbenec in poveljnik požarne straže. Približno 94 mornarjev USCG in USN, vključno z nekaterimi iz Lafayettejeve posadke in možje, dodeljenimi v sprejemno ladjo Seattle, 38 gasilcev in 153 civilistov je bilo odpeljanih v bolnišnico zaradi različnih poškodb, opeklin, vdihavanja dima in izpostavljenosti.

### Preiskava in reševanje
Na sabotažo sovražnikov je bilo veliko sumov, vendar je kongresna preiskava zaradi potopitve, ki jo je vodil predsednik Patrick Henry Drewry (D-Virginia), ugotovila, da je požar povsem naključen. Preiskava je našla dokaze o neprevidnosti, kršitvah pravil, pomanjkljivem usklajevanju med različnimi delavci na krovu, pomanjkanju jasne poveljniške strukture med požarom, slabo načrtovani preusmeritveni napori.
Pripadniki organiziranega kriminalista so retrospektivno trdili, da je mafija potopila ladjo. Domnevni požig bi organiziral mafijaš Anthony Anastasio, ki je bil na oblasti v lokalnem sindikatu dolgih moških, da bi zagotovil izgovor za izpustitev iz zapora mafijskega šefa Charlesa "Luckyja" Luciana. Lucianov konec pogodbe bi bil ta, da bi zagotovil, da v pristaniščih, kjer je mafija močno vplivala s sindikati, ne bo več "sovražnikovih" ali kakršnih sabotaž.
V eni največjih in najdražjih tovrstnih reševalnih operacij, ki je bila takrat ocenjena na 5 milijonov dolarjev, je bila pogorela razbitina dvignjena iz morja 7. avgusta 1943. 15. septembra 1943 so Layfatte s pomočjo vlačilcov in manjšega trajekta odvlekli v ladjedelnico. Obsežna škoda na njenem trupu, poslabšanje strojev in nujnost zaposlovanja delovne sile pri drugih kritičnejših vojnih projektih pa sta preprečila nadaljevanje programa obnove, saj so bili stroški za popravilo ladje predragi, zato je ladja ostala v podjetju Navy's custody through the cessation of hostilities with the Axis powers. 
Lafayette je bil 11. oktobra 1945 izpisana iz ladijskega registra, ne da bi kdaj zaplul pod ameriško zastavo. Predsednik Harry Truman se je 8. septembra 1946 z izvršnim ukazom odločil ladjo prodati za razrez, 3. oktobra 1946 pa je bila prodana družbi Lipsett, Inc., ameriškemu reševalnemu podjetju s sedežem v New Yorku, za 161.680 USD (približno 1.997.000 USD v letu 2017  vrednost). Potem ko niti ameriška mornarica niti francoska družba nista ponudila načrta, kako bi jo rešila, je Yourkevitch, konstruktor ladje, predlagal, da bi ladjo popravili in prebarvali ter jo obnovili kot srednje veliko linijsko plovilo.Ta načrt tudi ni spodbudil podpore. Razrez ladje se začel oktobra 1946 v Port Newarku v New Jerseyju in je bil v celoti dokončan 31. decembra 1948.

## Sklci
1. ↑  Lloyd's Register, Steamers & Motorships (PDF). London: Lloyd's Register. 1935. Arhivirano iz prvotnega spletišča (PDF) dne 2. februarja 2016. Pridobljeno 20. maja 2013.
2. ↑  Bathe, Basil W. (1972). Seven Centuries of Sea Travel: from the Cursaders to the Cruises. London: Barrie & Jenkins. str. 236. ISBN 0-214-66811-8.
3. ↑  Lafayette Arhivirano 2014-12-19 na Wayback Machine., Naval History and Heritage Command
4. ↑  »Latest Triumphs In Electric Ships«. Popular Science. november 1933.{{navedi časopis}}:  Vzdrževanje CS1: samodejni prevod datuma (povezava)
5. ↑  »Colossus into Clyde«. Time. 1. oktober 1934. Arhivirano iz prvotnega spletišča dne 25. januarja 2009. Pridobljeno 19. novembra 2008.
6. ↑  Ardman, 1985, pp. 46-47